# Вісенте Ньєто Прадо
Вісенте Ньєто Прадо (ісп. Vicente Nieto Prado, нар. 6 січня 1974) — колишній мексиканський футболіст, який переважно грав у півзахисті .

## Клубна кар'єра
Вихованець клубу «УНАМ Пумас», з яким і підписав свій перший професіональний контракт у 1992 році. Дебютував у мексиканській Прімері 15 серпня 1992 року в домашній грі проти «Депортиво Толука». Ньєто забив два м'ячі і, таким чином, зіграв головну роль у успіху своєї команди (4:0).
Провівши десять років у рідній команді, 2002 року він перейшов до «Альбінегроса де Орісаба», який грав у другій мексиканській лізі, влітку 2002 року. , де і завершив свою ігрову кар'єру.

## Збірна
У 1993 році у складі збірної Мексики до 20 років взяв участь у молодіжному чемпіонаті світу з футболу в Австралії, де зіграв усі чотири ігри, які мексиканці зіграли на цьому чемпіонаті світу, та забив три голи, завдяки чому ще з шістьма футболістами став найкращим бомбардиром турніру.